# Eduardo Torres-Dulce
Eduardo Torres-Dulce Lifante (Madrid, 14 de mayo de 1950) es un fiscal, profesor de Derecho Penal y crítico cinematográfico español. Fue, desde diciembre de 2011 hasta diciembre de 2014, fiscal general del Estado. Posteriormente volvió a su plaza de Fiscal ante el Tribunal Constitucional. Se jubiló como fiscal al cumplir los 70 años, en 2020. Es miembro de la Asociación de Fiscales.

## Biografía
Licenciado en Derecho por la Universidad Complutense de Madrid, su carrera como fiscal la ha desarrollado en Sevilla, Guadalajara y Madrid. En 1996 fue ascendido a la categoría de Fiscal de Sala y ha sido, desde entonces, entre otros cargos, Fiscal de Sala del Tribunal Supremo de España, Jefe de la Sección de lo Penal, Vocal del Consejo Fiscal y Fiscal de Sala en la Fiscalía ante el Tribunal Constitucional. Es hijo de Eduardo Torres-Dulce y Ruiz, que fue magistrado del Tribunal Supremo. Su tío, Antonio Torres-Dulce y Ruíz, fue presidente del Tribunal de Orden Público durante la dictadura.
Como profesor, ha impartido docencia, entre otros, en el CEU Luis Vives, en el Instituto de Empresa y de Práctica Procesal Penal en la Escuela de Práctica Jurídica de ICADE, en el Curso Prácticum en la Licenciatura de la Facultad de Derecho de la Universidad Autónoma de Madrid, en la Facultad de Ciencias del Seguro de la Universidad Pontificia de Salamanca y en el Centro de Estudios Jurídicos.
Siendo fiscal del Tribunal Constitucional —especializado en temas laborales—, fue salpicado por un escándalo cuando ejercía como presidente del Comité de Apelación de la Federación Española de Fútbol. La polémica se desató cuando, en una polémica decisión, levantó la suspensión de un partido —impuesta en primera instancia por el Comité de Competición— al jugador Hugo Sánchez del Real Madrid. Su pasado como socio madridista desde los trece años y las duras críticas recibidas le obligaron a presentar su dimisión irrevocable el 26 de febrero de 1988.
También ha colaborado con la ECAM (Escuela de Cine y Audiovisuales de la Comunidad de Madrid) impartiendo seminarios sobre el cine mudo, dentro de la asignatura de Historia del Cine que dirige Carlos F. Heredero. Fue crítico cinematográfico de la revista "Telva".
Como autor de publicaciones especializadas en Derecho, ha participado, entre otras, en la elaboración del Código Penal comentado, en la Ley Orgánica del Tribunal Constitucional, en una selección de la jurisprudencia de los Autos del Tribunal Constitucional, en unos Comentarios al Estatuto de la Autonomía de Madrid, etc.
En 2015 solicitó la excedencia de la Carrera Fiscal y se incorporó al despacho de abogados Garrigues como "of counsel". En junio de 2020 se publicó en el Boletín Oficial del Estado su jubilación como funcionario, aunque continúa vinculado profesionalmente a la firma de abogados.

## Dimisión como fiscal general del Estado
El 18 de diciembre de 2014 dimitió de su cargo como fiscal general del Estado poniendo fin a casi tres años de mandato.

## Crítico de cine
Es autor de libros sobre cine y ha colaborado en revistas y periódicos como Nuestro Tiempo, Nueva Lente, Contracampo, Expansión,"Fuera de serie", El Semanal, Telva y La Clave. Formó parte del Consejo de Redacción de la revista Nickel Odeon y del programa de TVE ¡Qué grande es el cine!, dirigido por José Luis Garci, que estrenó en 2012 la película Holmes & Watson. Madrid Days, con guion de ambos. Es autor, entre otros, de los libros:
- Armas, mujeres y relojes suizos. Nickel Odeón, Madrid, 2001. ISBN 84-88370-17-2.
- Jinetes en el cielo. Notorious Ediciones, Madrid, 2011. ISBN 978-84-9388-14-0-5.
- El salario del miedo.
- Los amores difíciles (1930-1960). Notorious Ediciones, Madrid, 2017. ISBN 978-84-15606-52-9.
- El asesinato de Liberty Valance. Hatari!Books, Madrid, 2020. ISBN 9788494788543.

Desde 2018 forma parte del equipo fundador de la editorial Hatari Books. Como crítico de cine colabora los viernes en el programa Cowboys de medianoche en esRadio, junto al director de cine José Luis Garci, el escritor Luis Alberto de Cuenca y Luis Herrero.

## Guionista
Torres-Dulce es autor del argumento, junto con José Luis Garci, de la película Holmes & Watson. Madrid Days, estrenada en 2012 e inspirada en las novelas del escritor escocés Arthur Conan Doyle. Aunque el guion lo escribió Garci con Horacio Valcarcel.

## Premios
Medallas del Círculo de Escritores Cinematográficos
| Año  | Categoría                      | Resultado |
| ---- | ------------------------------ | --------- |
| 2011 | Labor literaria y periodística | Ganador   |